# Cratere Camões
Camões è un cratere d'impatto presente sulla superficie di Mercurio, a 71,21° di latitudine sud e 68,18° di longitudine ovest. Il suo diametro è pari a 70 km.
Il cratere è stato battezzato dall'Unione Astronomica Internazionale in onore del poeta portoghese Luís de Camões.